# Château de Comper
Vous lisez un « bon article » labellisé en 2010.
Le château de Comper est situé à proximité de la forêt de Paimpont, à trois kilomètres à l'est du bourg de Concoret en Bretagne. À l'origine château fort médiéval profitant d'une position stratégique enviable grâce à la protection offerte par le vaste étang et la forêt qui l'entourent, il a connu diverses destructions et reconstructions au fil de son histoire. Il passe aux mains des barons de Gaël-Montfort, des Laval, des Rieux, des Coligny et des La Trémoille. Démantelé en 1598 sur ordre d'Henri IV, il est incendié durant la Révolution française.
Il reste peu de traces de ses parties féodales, le manoir de style Renaissance ayant été reconstruit comme lieu d'habitation au XIXe siècle. Il est le seul des cinq châteaux historiquement liés à la forêt de Paimpont (et donc à la légende arthurienne) subsistant à ce jour. Plusieurs légendes en font le lieu de naissance et de résidence de la fée Viviane.
Il abrite les expositions du Centre de l'imaginaire arthurien depuis 1990. Il fait l’objet d’une inscription au titre des monuments historiques depuis mai 1996. Cela concerne son enceinte, le manoir, la cour, la digue et les douves.

## Étymologie
L'étymologie généralement admise, avancée notamment par Jean Markale dans son ouvrage Histoires mystérieuses de Bretagne, veut que le mot « Comper » vienne comme Quimper du mot breton Kemper qui signifie « confluent », le confluent étant ici le point de rencontre de différents petits ruisseaux avec l'étang qui entoure le château.
Une autre étymologie possible ne vient pas d'un confluent mais s'attache à un énorme barrage de retenue sur les eaux de l'étang de Comper, et à l'ancien français (XIIe siècle) combre (du gaulois comberros), « barrage ».

## Description et situation
Le château de Comper se trouve à l'orée occidentale de la forêt de Paimpont, sur un site « étrangement sauvage et triste » à la pointe d'une clairière qui pénètre dans la forêt, et appartient à la commune de Concoret. Une opinion répandue, rapportée entre autres par Jean Markale et Michel Renouard, veut qu'il y ait plusieurs châteaux successifs sous ce nom puisque les documents historiques évoquent un château fort tandis que c'est un manoir de style Renaissance que l'on nomme actuellement « château de Comper »,,. Une chose est certaine, de nombreuses destructions et reconstructions se sont succédé sur ce site.
À l'origine, le château de Comper était fortifié, bâti sur un bloc de schiste rouge en forme de carré oblong, il se composait de quatre tours d'angle reliées par des courtines aptes à soutenir les nombreux sièges dont il fut l'objet,. Le château était bâti en schiste rouge irrégulier. En 1863, des feuilles de fougère se trouvaient près de la porte d'entrée à cintre brisé, avec des meurtrières et une herse dont on trouvait encore la trace. Les murs étaient épais, les salles vastes avec de grandes cheminées, des fenêtres carrées à croisée de pierre, une large embrasure intérieure et des bancs. Jean Markale dit que « les pierres rouges et violettes prennent les nuances de la pluie, quand le brouillard monte de tous les étangs ».
« Ce château est placé sur un roc. Ses fossés sont taillés dans le roc vif. Il a la forme d'un carré oblong. Un étang très profond baigne ses murs d'un côté, et remplit ses fossés ». Le château est en effet environné sur trois côtés par l'eau qui conflue dans le lac de Diane. L'étang « à l'aspect mélancolique » est enserré dans la forêt, particulièrement vaste et profond, et baignait jadis l'un des murs du château. Il alimentait deux profondes douves, des fossés de dix mètres de large creusés dans le roc. Le château étant protégé par la forêt d'autre part, il paraissait « comme un îlot dans un pays désert », la forêt et les eaux justifiant sa position défensive.
Au milieu du XIXe siècle, il ne restait que des ruines du château : « la tour fendue, les ruines noircies par le feu d'un effet si pittoresque, au bord occidental de la vaste forêt de Paimpont ». La maison d'habitation seigneuriale, un double manoir de style Renaissance daté du XVe siècle et incendié en 1790, remarquable pour ses nombreuses cheminées et sa charpente, fut restaurée au XIXe siècle, puis reconstruite à la fin du même siècle par M. de Charette. En 2010, il y a désormais peu de traces de la forteresse médiévale, hormis les remparts qui entourent le manoir,, deux courtines, la poterne et une grosse tour, dite la « tour Gaillarde ». Une seule route permet d'accéder au site.

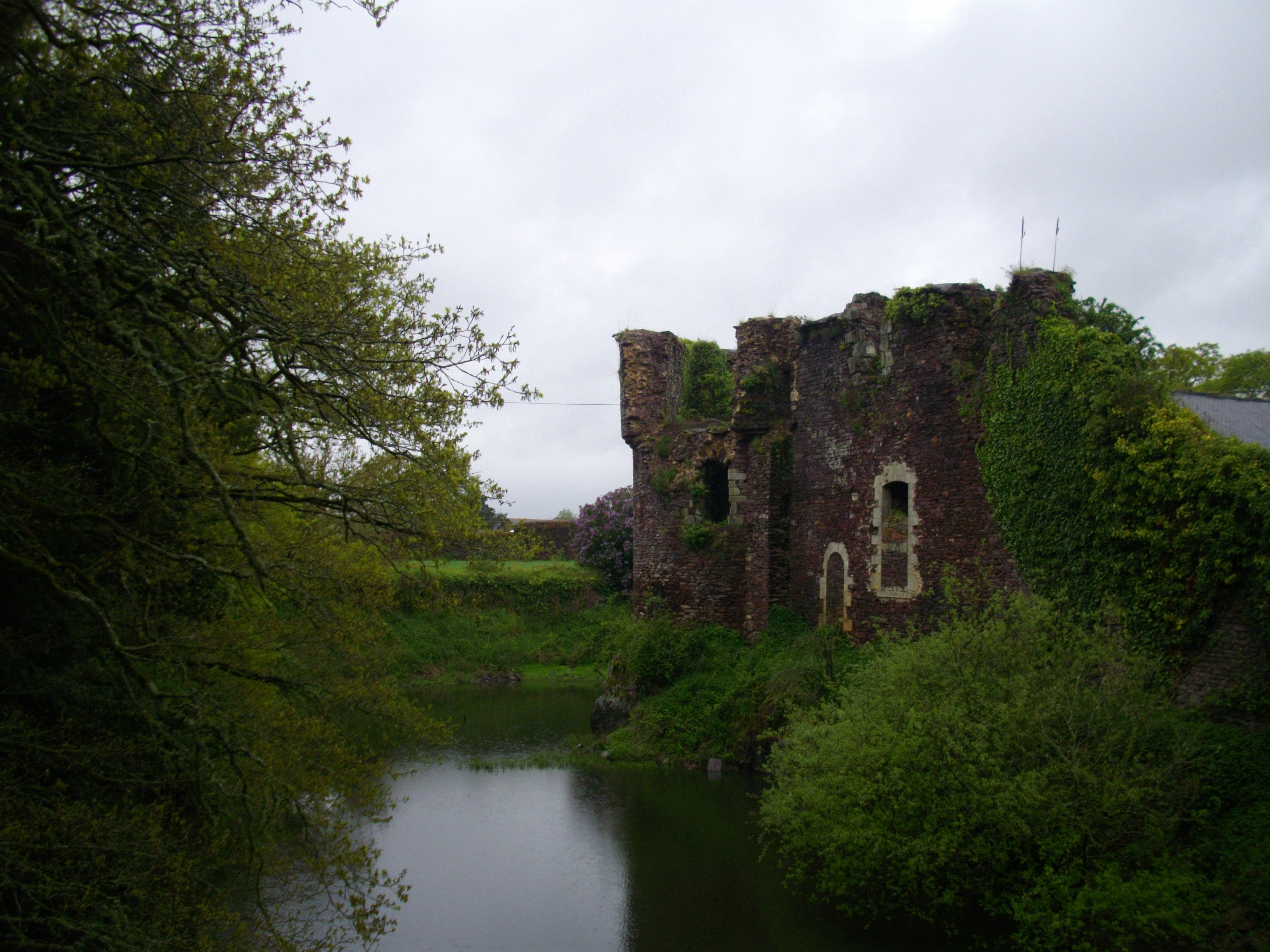
Une partie du rempart féodal.
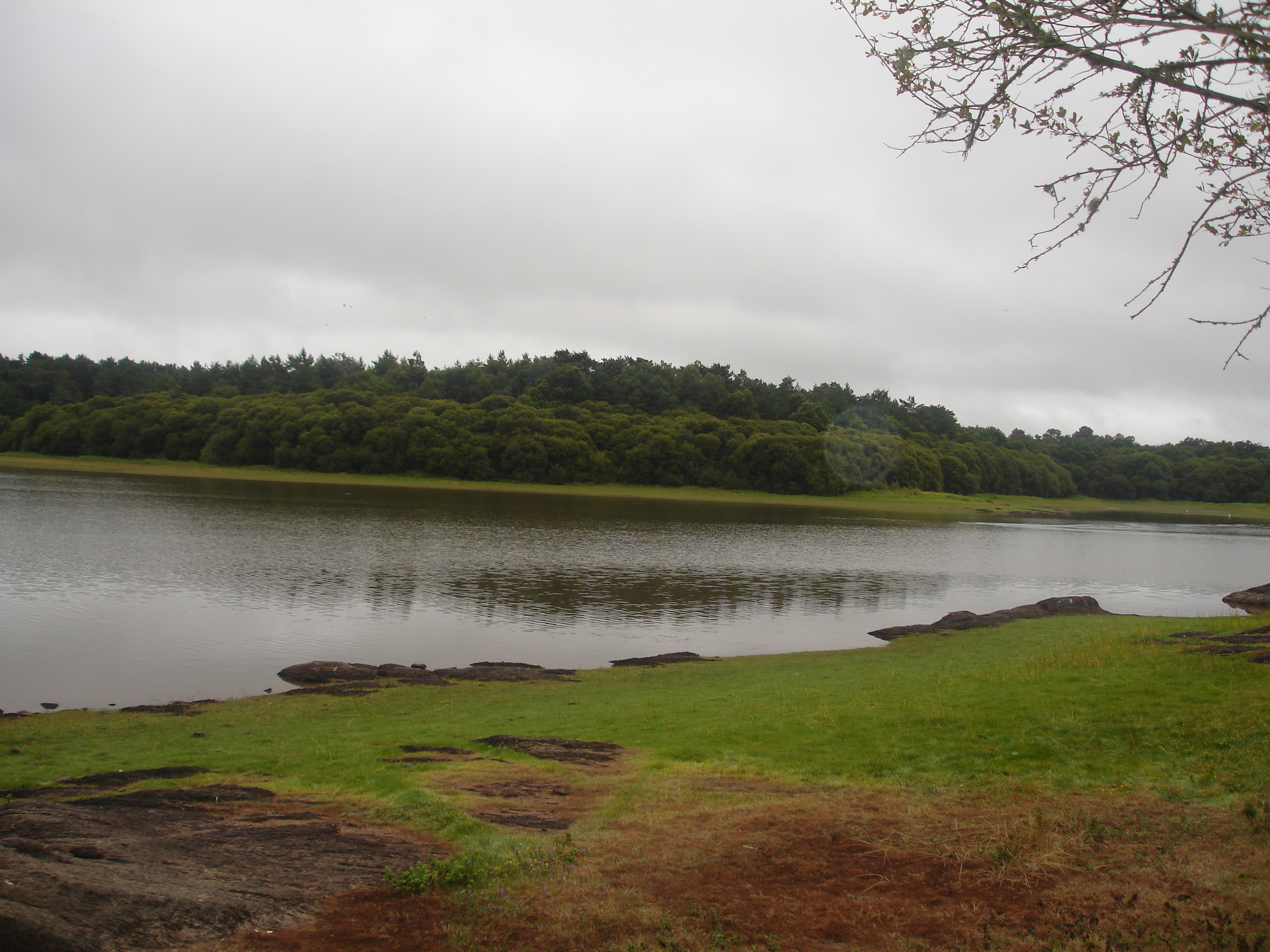
Affleurements de schiste rouge près de l'étang qui entoure le château.
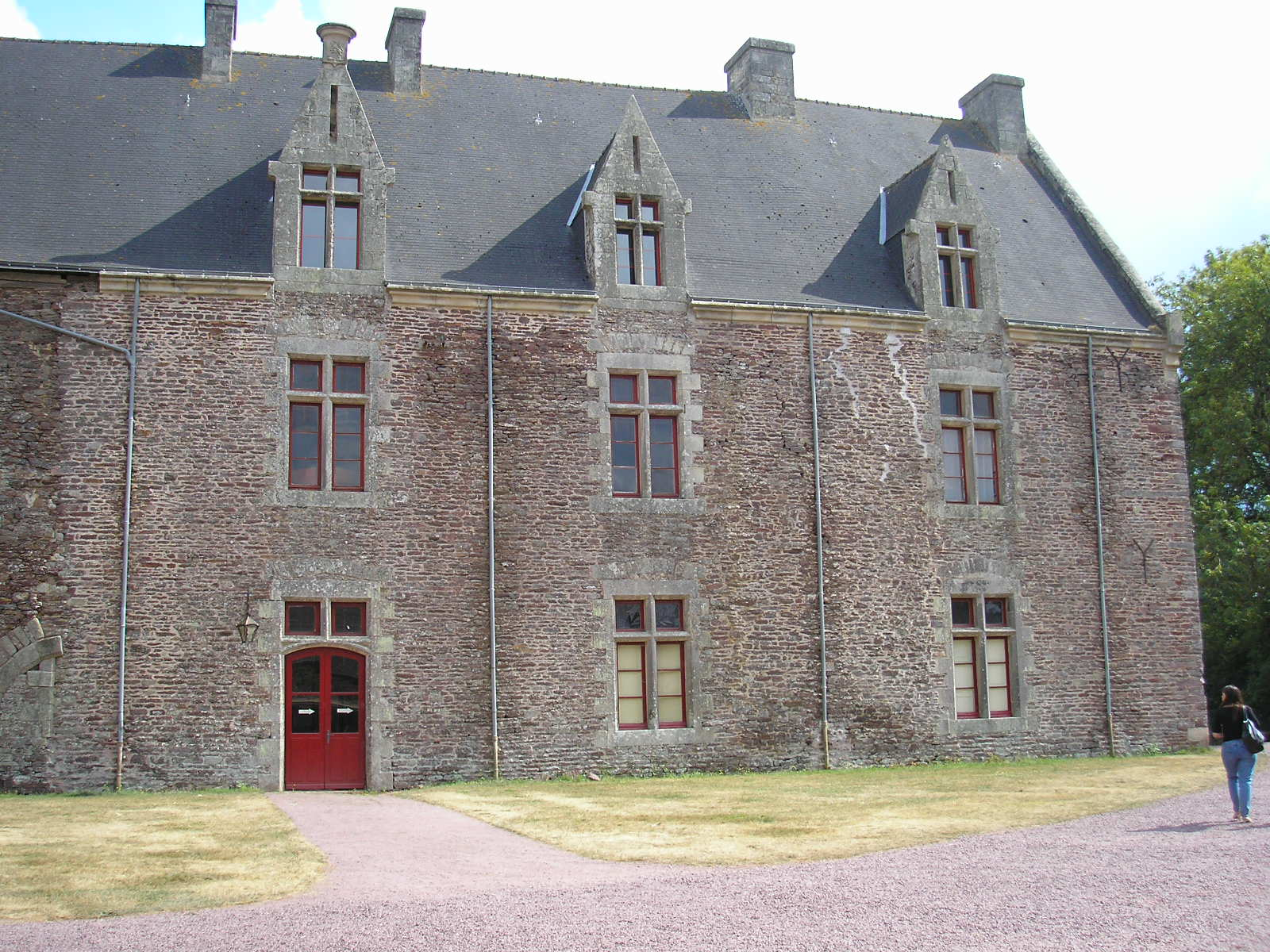
La partie du manoir reconstruite au XIXe siècle.

## Histoire

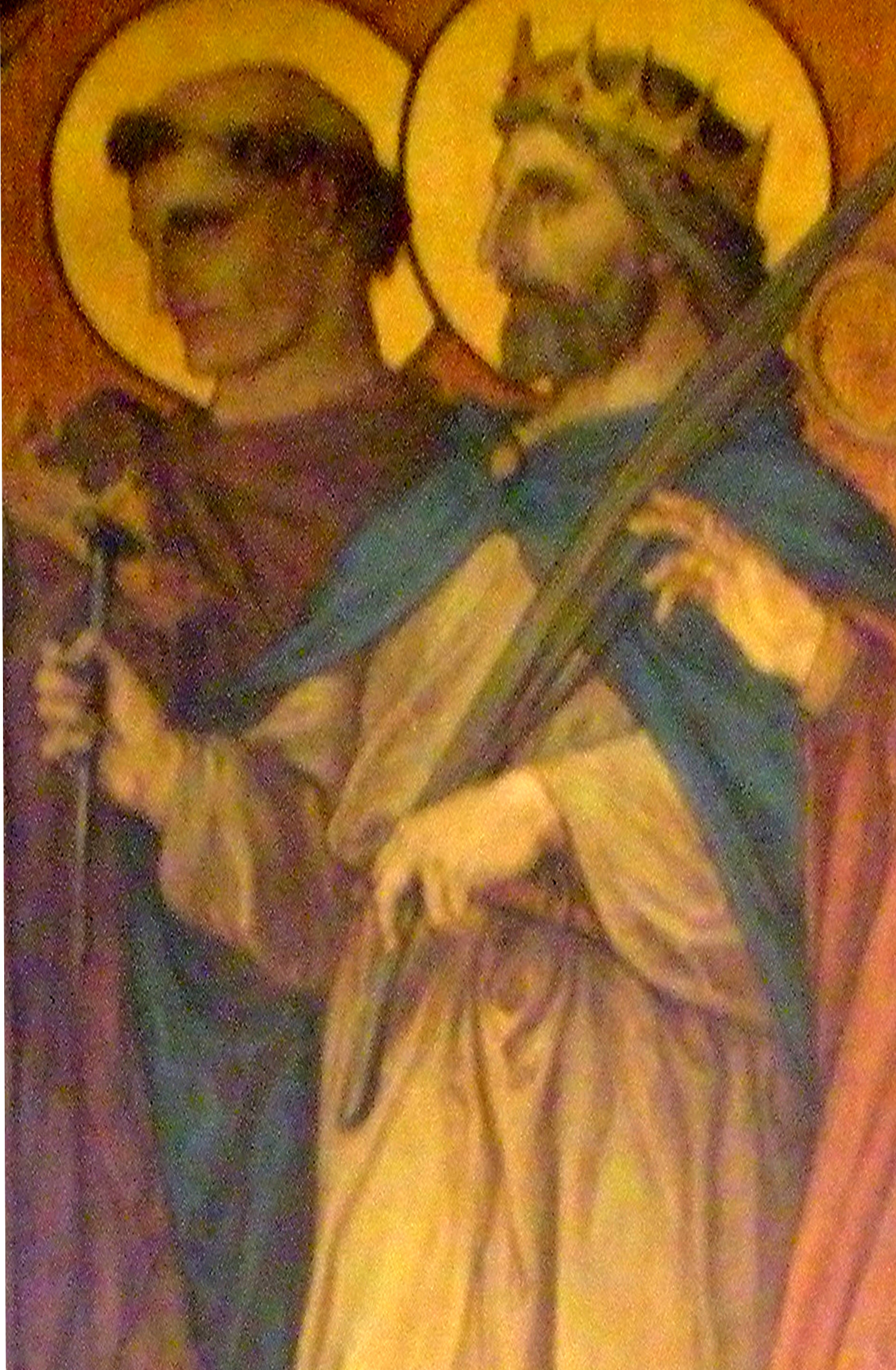
Salomon de Bretagne pourrait être l'un des premiers propriétaires du château de Comper.

Des alignements de menhirs découverts non loin du château témoignent de l'ancienneté de l'occupation des lieux. Les premières traces écrites du château de Comper datent de 868, lorsqu'il est dit que Salomon, roi de Bretagne habitait le « château de Campie ». Par la suite, les barons de Gaël-Montfort en revendiquent la possession,. Dès le XIIIe siècle, Comper est considéré comme l'une des plus fortes positions de Haute-Bretagne. Il est le théâtre de nombreux combats et de sièges, passant aux mains de plusieurs familles et soutenant plus d'un assaut durant la longue guerre qui oppose les maisons de Blois et de Montfort.
En 1370, le château est ravagé par Bertrand Du Guesclin et, en 1375 ou 1376, on y effectue des réparations et de nouvelles constructions car le château avait souffert tant des armées de Du Guesclin que des guerres de la succession. Au début du XVe siècle, il devient le fief des Laval. Le 30 août 1467, le comte Guy XIV de Laval y fait rédiger par un certain O. Lorence, son chapelain, la charte des « Usemens et Coustumes de la foret de Brecilien » qui lie la forêt de Paimpont à la mythique forêt de Brocéliande en mentionnant la fontaine de Barenton, divise la forêt en parcelles (ou breils) et indique les droits et obligations des usagers de la forêt dans chacune de ces parcelles. Dans Hauts lieux de Brocéliande, Claudine Glot voit dans cette charte la plus ancienne preuve que les terres de Guy de Laval, seigneur de Comper, comprennent les hauts lieux de la légende arthurienne, bien avant la vague romantique du XIXe siècle.
Le 9 juin 1525, Anne de Montmorency, deuxième femme du comte de Laval, meurt en couches au château de Comper. Au XVIe siècle, le château passe aux mains des Rieux puis à celles des Coligny. François de Coligny, seigneur d'Andelot, colonel général de l'infanterie française et introducteur du calvinisme en Bretagne en 1558, y séjourne à la même époque et y établit un prêche. Son fils, Guy XIX de Laval, marié en 1583 à Anne d'Alègre, n'eut qu'un fils, tué en Hongrie en 1605, à la mort duquel toute la succession de la maison de Laval échut à Henri III de La Trémoille, du chef de sa bisaïeule Anne de Laval.

### Siège de 1595

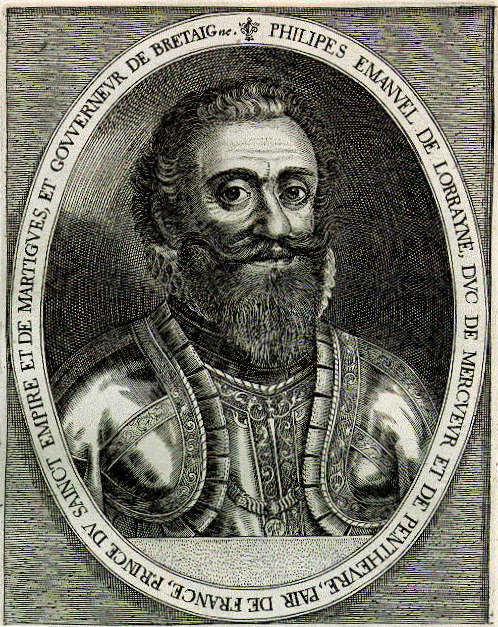
Philippe-Emmanuel de Lorraine, duc de Mercœur et membre de la Ligue bretonne, a perdu Comper en 1595.

L'épisode le plus connu de l'histoire du château de Comper est un siège de cinq mois, qui se déroule pendant les guerres de la Ligue catholique, entre les partisans du roi de France Henri IV et la Ligue bretonne. Il est rapporté notamment par Brantôme et Jean-Baptiste Ogée.
Le château appartient à l'époque au jeune Guy XX de Laval, qui est sous la tutelle d'Anne d'Alègre, mais est occupé par les hommes de Philippe-Emmanuel de Lorraine, duc de Mercœur et membre de la Ligue bretonne, depuis le début de la guerre. Ces derniers tiennent à le conserver puisqu'ils n'ont qu'un très faible nombre de places fortes à l'intérieur des terres bretonnes, et que le château leur est d'une grande utilité pour assurer leurs communications entre le littoral du sud et celui du nord. De plus, la forêt voisine favorise la retraite en cas de poursuite, et permet aux troupes de trouver ensuite asile dans le château. Bien que ce château soit peu étendu, le duc de Mercœur en comprend l'importance et en même temps qu'il favorise le passage de ses troupes, l'utilise comme base pour ruiner le commerce entre Rennes, Ploërmel et la Basse-Bretagne. Le château est sous la garde de deux compagnies de cavalerie et trois d'infanterie.
Jean d'Aumont, âgé de 73 ans, l'un « des grands Capitaines de son temps », chevalier de l'Ordre du Saint-Esprit, lieutenant général en Bourgogne et en Bretagne et maréchal de France, avait pris le parti de Henri IV qui lui donna le gouvernement de Champagne, et ensuite celui de Bretagne. Le vieux maréchal, qui commande alors en Bretagne pour le roi, est effrayé des difficultés que présentent le siège de Comper, et en remet de jour en jour l'entreprise malgré les sollicitations de la comtesse de Laval. Il ne résiste pas longtemps aux charmes d'Anne d'Alègre, tutrice de son fils, dont il est tombé passionnément amoureux et qui le convainc de reprendre le château de Comper aux hommes de la Ligue bretonne. Le maréchal se rend devant Comper au mois de juin 1595, avec des troupes a priori peu motivées pour se battre, et gênées par le terrain rocheux qui les empêche de creuser une tranchée. De nombreux hommes perdent la vie lors du siège, et Jean d'Aumont se voit forcé de faire retraite car les travaux du siège traînent en longueur. Le maréchal se trouvant à portée d'arquebuse des murs du château dans l'une de ses reconnaissances le 3 juillet au matin, il est atteint d'une balle qui lui fracture les deux os du bras,. Il est transporté à Rennes, où le 19 août 1595, soit 37 jours après le début du siège, il meurt,.
Philippe-Emmanuel de Lorraine se rendant au secours de Comper avec les Espagnols, le siège est abandonné par les royalistes et par Saint-Luc, lieutenant de Jean d'Aumont qui a récupéré le commandement de l'armée. La Ligue bretonne finit toutefois par perdre le château quatre mois plus tard, le 10 octobre 1595, après une longue résistance. D'après Jean Ogée, les deux frères D'Andigné, sieurs de la Chasse, seraient parvenus à s'en emparer par ruse avec seize hommes, et malgré la forte garnison qui le gardait, en seraient restés maîtres. Toutefois, les frères de Malaguez sont eux aussi mentionnés parmi les conquérants possibles. Quoi qu'il en soit, cela remet le château de Comper à la disposition des troupes royales.
Jean d'Aumont a rendu de grands services à Henri IV, qui le regrette comme l'un de ses plus fidèles serviteurs et n'oublie pas où il a perdu son vieil ami et compagnon d'armes. C'est pourquoi en représailles, trois ans plus tard, le roi aurait rédigé un édit ordonnant le démantèlement de Comper,. Toutefois, ce n'est vraisemblablement pas le seul facteur en cause puisque les habitants de Ploërmel ont saisi leur procureur la même année, gênés par les soldats de passage à Comper. Deux des tours sont abattues, les deux autres, dont la « tour Gaillarde », sont sérieusement endommagées.
Depuis cette époque, Comper cesse d'être une forteresse, mais conserve une certaine importance qui lui vaut de se retrouver au centre de nouvelles disputes pour sa possession.

### Depuis la Révolution

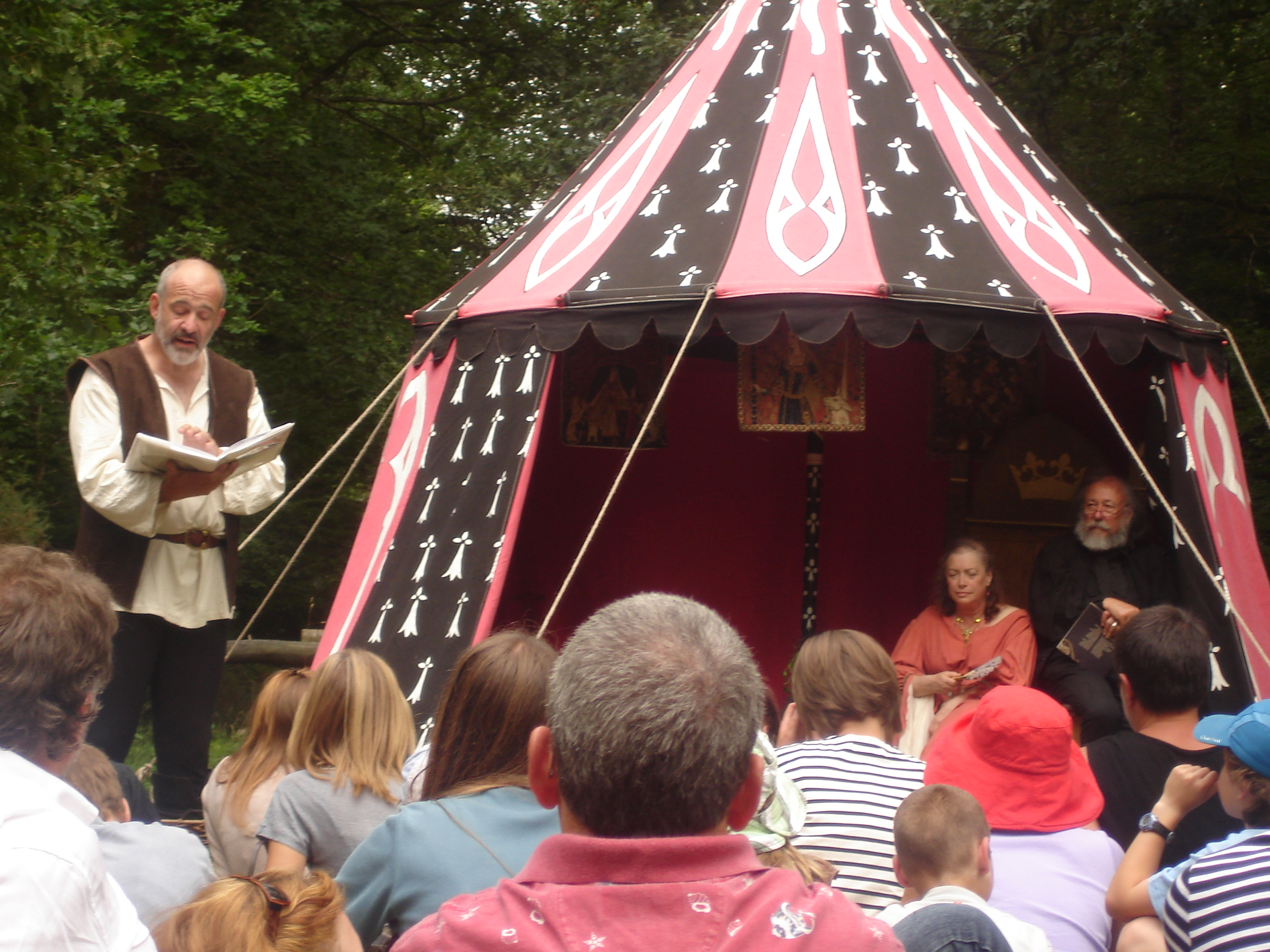
Des membres du Centre de l'imaginaire arthurien lors d'un spectacle de lecture contée : à droite sous la tente, Claudine Glot et Pierre Dubois.

Le château subit les troubles agraires de 1790 et, le 28 janvier 1790, un parti révolutionnaire brûle la moitié ouest du logis central. Ce qui en reste tombe peu à peu en ruines et appartient au milieu du XIXe siècle à Mme la duchesse de Narbonne. Le manoir style Renaissance qui forme la partie d'habitation est reconstruit au XIXe siècle par Armand de Charette dont les initiales figurent sur la cheminée de la grande salle du château.
En 1937 Léon Le Berre décrit le château : 

« C'est un bel ensemble féodal qui a subi l'injure des siècles. Le visiteur (..) passe le fossé sur un pont de bois chevauchant une pile de maçonnerie. Des remparts, aux tours croulantes, dans leurs crevées mauves, ourlées de lierre, défendent l'enceinte dans laquelle on pénètre par une voûte basse et étroite. Des bâtiments de service dont face au manoir, dont l'aile droite, détruite à la Révolution, a été rebâtie en 1874 par Armand de Charette de la Contrie. Mr. et Mme de Charette de la Contrie, les aimables propriétaires, ont quitté pour nous recevoir, leur château de Kerfily, en Elven, près de Vannes, pour nous recevoir. »

Depuis 1990, le domaine est passé de l'histoire à la légende puisque le château abrite les expositions du Centre de l'imaginaire arthurien, où ont lieu de nombreuses animations et ouvert durant toute la période estivale. Devenu « le château le plus arthurien de France », il est privé, mais l'accès à la cour et aux abords de l'étang est possible moyennant un modeste péage, un peu plus élevé si l'on désire visiter les expositions du centre.

## Légendes et culture populaire

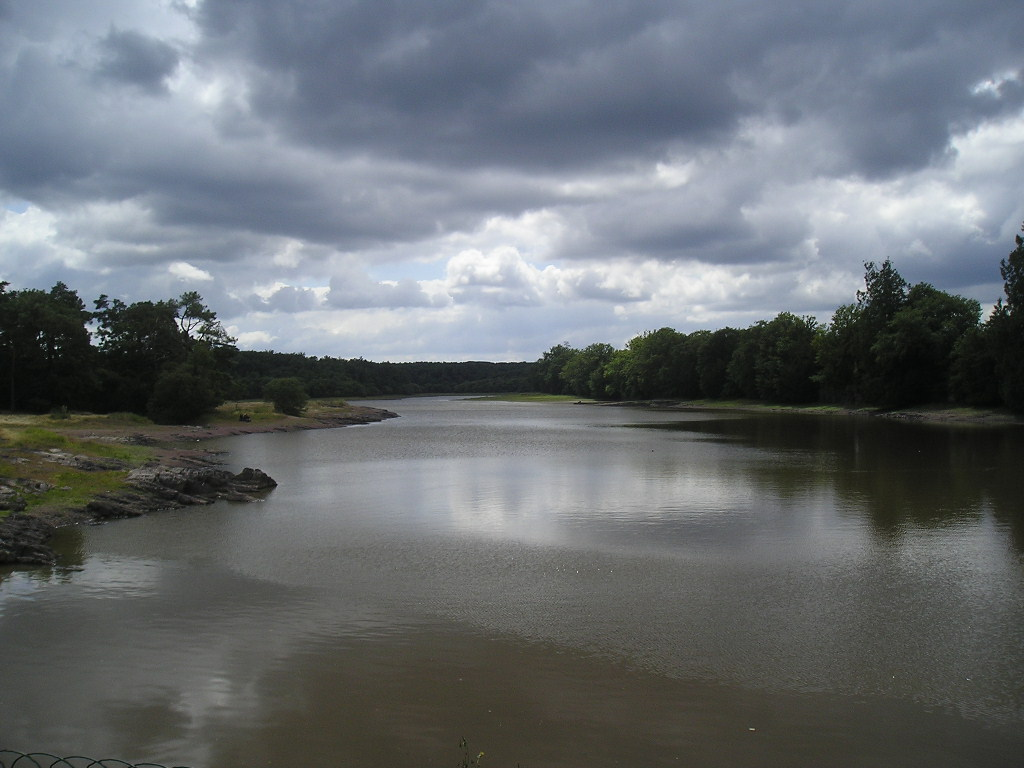
L'étang qui, selon la légende, cacherait le palais de la fée Viviane.

Le château de Comper est au centre de nombreuses légendes, de par son existence même puisque Yann Brekilien et Michel Renouard rapportent que c'est Diane chasseresse qui aurait la première érigé un château à cet emplacement, avant d'en faire don au seigneur Dymas qui y vit naître sa fille, la fée Viviane,,. Cette légende à propos de la naissance de Viviane est connue au moins depuis 1906, et se retrouve dans bon nombre de guides touristiques,. Le château de Comper n'est toutefois pas le seul à se revendiquer comme lieu de naissance de Viviane.
Une autre légende affirme que le magicien Merlin créa par amour pour Viviane, sa belle élève, un château de cristal qui se trouve au fond des eaux profondes du grand étang entourant le château de Comper, caché aux yeux des curieux et visible uniquement à ceux qui y croient. La fée y éleva le futur chevalier Lancelot lorsqu'il était enfant. Jean Markale racontait cette histoire aux groupes d'écoliers en 1996 et Claudine Glot, fondatrice du Centre de l'imaginaire arthurien, la raconte également aux visiteurs du site et à qui veut l'entendre. L'origine de cette légende se trouverait d'après Louis Bouyer et Mireille Mentré dans le reflet du manoir sur les eaux de l'étang.
Une autre légende, antérieure à la chouannerie, est rapportée au milieu du XIXe siècle et met en scène mademoiselle Louise de Bréciliane, qui demeure au château de Comper, et Jallu le tailleur dont le père était sorcier, et qui vit avec des oiseaux qu'il apprivoise dans une cabane de la forêt.
Le château de Comper est mis en scène dans un conte en gallo par Ernestine Lorand : le dernier loup de la forêt y défie un escargot d'arriver au château avant lui, perd la course à la suite d'une ruse du gastéropode et se tue de dépit, ce qui explique pourquoi il n'y a plus de loups à Brocéliande.
Le château est un des lieux visités par le commissaire Antoine Marcas dans le roman L'empire du Graal d'Éric Giacometti et Jacques Ravenne.